# Tsuyoshi Kaneko
Tsuyoshi Kaneko (japanisch 金子 剛 Kaneko Tsuyoshi; * 8. April 1983 in der Präfektur Tochigi) ist ein ehemaliger japanischer Fußballspieler.

## Karriere
Kaneko erlernte das Fußballspielen in der Schulmannschaft der Kanuma Higashi High School. Seinen ersten Vertrag unterschrieb er 2002 bei den Mito HollyHock. Der Verein spielte in der zweithöchsten Liga des Landes, der J2 League. Im April 2004 wurde er an den Grulla Morioka ausgeliehen. 2005 kehrte er zu Mito HollyHock zurück. Für den Verein absolvierte er 25 Ligaspiele. 2006 wechselte er zum Drittligisten Tochigi SC. 2008 wechselte er zum Ligakonkurrenten Yokogawa Musashino (heute: Tokyo Musashino City FC).